# Кіно про кіно
«Кіно про кіно» — кінофільм режисера Валерія Рубінчика, що вийшов на екрани в 2002 році.

## Зміст
Зйомки фільму «Тримаю удар», з настільки звичними для глядачів погонями й перестрілками, проходять у колишньому Будинку відпочинку кінематографістів. Молодий режисер намагається знімати, максимально дотримуючись сценарієм маститого драматурга. 
Але той не занадто довірливий і постійно присутній на знімальному майданчику. Все йде за заведеним графіком, поки на зйомки не навідується продюсер, який розпоряджається переробити трилер у мелодраму, а потім у музичну драму. 
Йому немає діла до того, що більше половини фільму вже знято.

## Ролі
| Актор             | Роль |
| ----------------- | ---- |
| Валерій Ніколаєв  | -    |
| Тетяна Лаврова    | -    |
| Станіслав Любшин  | -    |
| Євген Стеблов     | -    |
| Федір Бондарчук   | -    |
| Ольга Сутулова    | -    |
| Олексій Кортнєв   | -    |
| Маріанна Рубінчик | -    |
| Володимир Носик   | -    |
| Олена Бушуєва     | -    |

## Знімальна група
- Режисер — Валерій Рубінчик
- Сценарист — Анатолій Гребнєв
- Продюсер — Валентин Черних, Сергій Мелькумов
- Композитор — Святослав Курашов